# إنعام الربيعي
إنعام الربيعي (4 أيلول/سبتمبر 1958 -)، ممثلة عراقية.

## عن حياتها
بدأت مشوارها الفني في مسرح العمارة في سنوات السبعينات القرن العشرين، اشتهرت بالأدوار الكوميدية على الرغم من تقديمها العديد من الأدوار الأخرى إلا إنها لم تنجح إلا بالكوميديا ومع قلة الأعمال في العراق إلى إنها اثبتت تواجدها فنيا بقوة.

### حياتها الأسرية
تزوجت من الفنان عبد الجبار حسن وانجبت ثلاث أبناء هما عطيل، قيصر، دزدمونة التي احترفت التمثيل.

## أعمالها

### في التلفزيون
| سنة الإنتاج | اسم المسلسل     | الشخصية |
| ----------- | --------------- | ------- |
| 2025        | ابن الباشا      |         |
| 2022        | حيرة            |         |
| 2022        | بيتوتتي         |         |
| 2019        | العرضحالجي      |         |
| 2017        | السركال         |         |
| 2014        | انا والمجنون    |         |
| 2012        | بنت المعيدي     |         |
| 2009        | ماضي يا ماضي    |         |
| 2007        | المصير القادم   |         |
| 2005        | بيت الطين       |         |
| 2003        | حب وحرب - جزئين |         |
| 1996        | حلبة القانون    |         |
| 1993        | خيوط من الماضي  |         |
| 1990        | ذئاب الليل      |         |
| 1984        | الهاجس          |         |

## روابط خارجية
- إنعام الربيعي على موقع قاعدة بيانات الأفلام العربية